# Aeropuerto Internacional de Huntsville
El Aeropuerto Internacional de Huntsville (del inglés: Huntsville International Airport) (IATA: HSV, OACI: KHSV, FAA LID: HSV) (Carl T. Jones Field) es un aeropuerto público a diez millas al suroeste del centro de Huntsville, en el condado de Madison, Alabama, Estados Unidos.
El aeropuerto es parte del Puerto de Huntsville (junto con el Centro Intermodal Internacional y el Parque Industrial Jetplex), y sirve al Área Estadística Combinada de Huntsville-Decatur. Inaugurado en octubre de 1967 como Huntsville Jetport, este fue el tercer aeropuerto de Huntsville. Hoy tiene 12 puertas con baños, tiendas, restaurantes, teléfonos y murales que representan escenas de exploración espacial y de aviación. Hay un Four Points by Sheraton sobre el área de venta de boletos/lobby, y adyacente a la terminal hay un estacionamiento y en lados opuestos están la torre de control y un campo de golf.
La pista oeste del aeropuerto con 3,800 m (12,600 pies), es la segunda pista comercial más larga en el sureste de los Estados Unidos, siendo 120 m (400 pies) más corta que la pista más larga del Aeropuerto Internacional de Miami. Huntsville se utiliza con frecuencia como aeropuerto de desvío de centros más grandes en el sureste, como Atlanta, debido a sus largas pistas y su sofisticado equipo de remoción de nieve y deshielo.
El jingle "Fly Huntsville" del aeropuerto anima a los pasajeros a salir de Huntsville en lugar de conducir a Birmingham o Nashville.  Un informe de agosto de 2009 de la Oficina de Estadísticas de Transporte para el primer trimestre de 2009 reveló que los pasajeros de Huntsville pagaron, en promedio, las tarifas aéreas más altas de los Estados Unidos. El aeropuerto informó que el tráfico de pasajeros de líneas aéreas comerciales en Huntsville International aumentó un 2.3 por ciento en enero de 2010 con respecto al año anterior.
El Plan Nacional de Sistemas Aeroportuarios Integrados para 2011-2015 lo denominó aeropuerto de servicio comercial primario. Los registros de la Administración Federal de Aviación dicen que el aeropuerto tuvo 612,690 embarques de pasajeros en el año calendario 2008, 572,767 en 2009 y 606,127 en 2010.

## Instalaciones aeroportuarias
El aeropuerto cubre 2,428 ha (6,000 acres) a una altitud de 192 m (629 pies). Tiene dos pistas de asfalto: 18R/36L de 3,840 x 46 m (12,600 por 150 pies) y 18L/36R de 3,048 x 46 m (10,001 por 150 pies).
En el año que terminó el 31 de diciembre de 2019, el aeropuerto tuvo 70,816 operaciones de aeronaves, un promedio de 194 por día: 37% militares, 15% taxis aéreos, 26% de aviación general y 21% de aerolíneas. Entonces, 86 aviones tenían su base en el aeropuerto: 64 monomotor, 15 multimotor, 6 jet y 1 ultraligero.

## Aerolíneas y destinos
El Aeropuerto Internacional de Huntsville cuenta con seis aerolíneas de pasajeros que representan las tres alianzas de aerolíneas internacionales. Los afiliados regionales realizan algunos servicios a través de acuerdos de códigos compartidos. Seis aerolíneas de carga sirven al aeropuerto; dos (Cargolux de Luxemburgo y Panalpina de Suiza) son extranjeras. Cargolux y Panalpina solo vuelan Boeing 747. Anteriormente, el aeropuerto también era atendido por Latam Cargo Colombia. 

### Pasajeros
| Aerolíneas        | Destinos |
| ----------------- | --- |
| Allegiant Air     | Fort Lauderdale (inicia el 19 de noviembre de 2025), Orlando/Sanford (inicia el 12 de febrero de 2026), San Petersburgo/Clearwater (inicia el 6 de marzo de 2026) |
| American Airlines | Estacional: Dallas/Fort Worth |
| American Eagle    | Charlotte, Chicago–O'Hare, Dallas/Fort Worth, Washington–National Estacional: Miami                                                                               |
| Breeze Airways    | Las Vegas, Orlando, Tampa Estacional: Los Ángeles |
| Delta Air Lines   | Atlanta |
| Delta Connection  | Atlanta, Detroit, Nueva York–LaGuardia |
| United Express    | Chicago–O'Hare, Denver, Houston–Intercontinental, Washington–Dulles                                                                                               |

### Carga
| Aerolíneas         | Destinos                                |
| ------------------ | --------------------------------------- |
| Ameriflight        | Louisville                              |
| Atlas Air          | Anchorage, Hong Kong, Luxemburgo, Miami |
| Cargolux           | Luxemburgo                              |
| FedEx Feeder       | Memphis                                 |
| LATAM Cargo Brasil | Campinas                                |
| Panalpina          | Londres–Stansted, Luxemburgo            |
| Volga-Dnepr        | Varios destinos (flete aéreo)           |
| UPS Airlines       | Fort Myers, Louisville, Shreveport      |

## Estadísticas

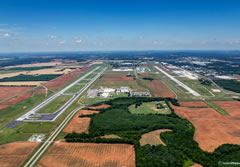
Vista del aeropuerto desde un dron.

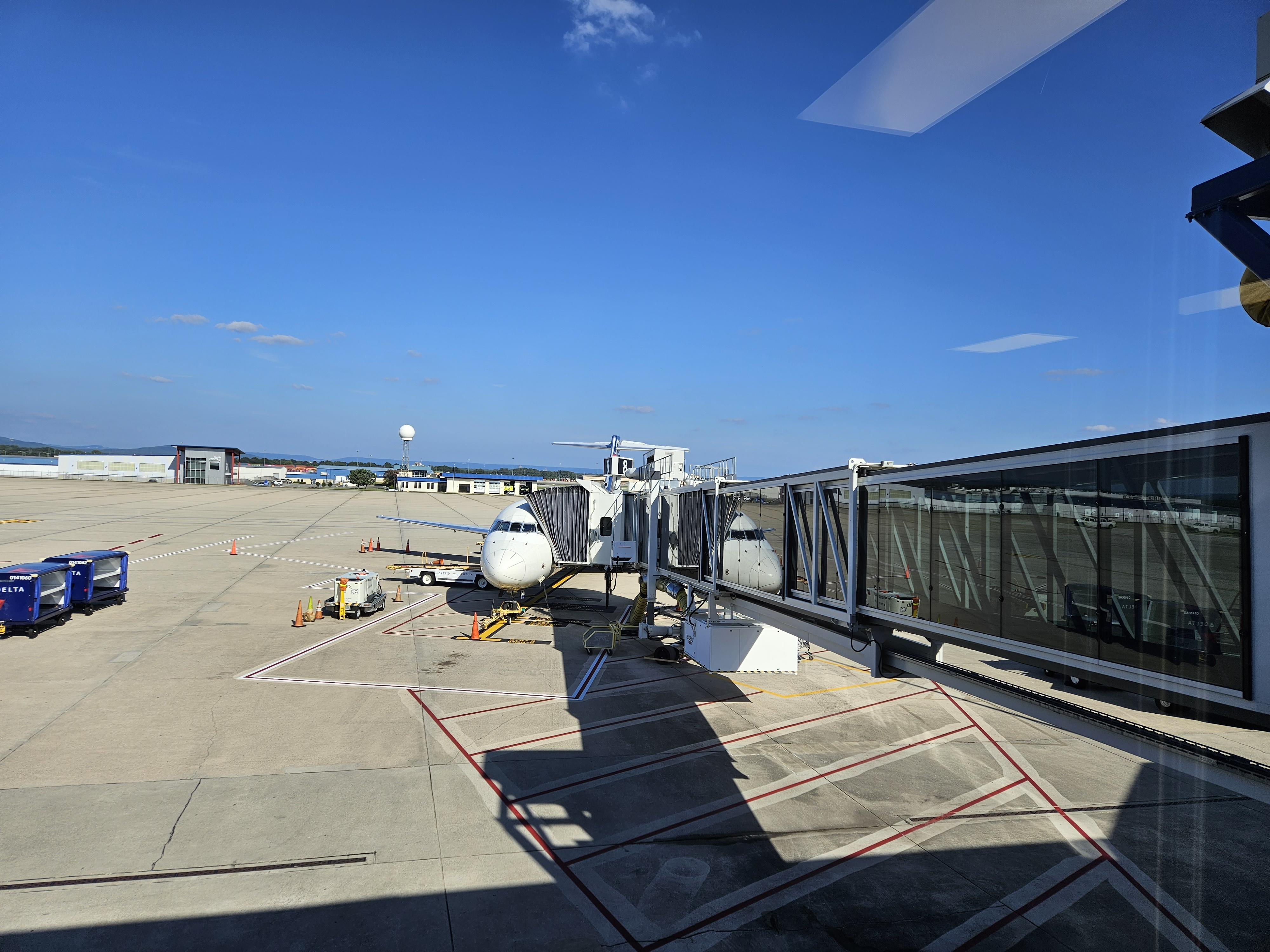
Plataforma del aeropuerto.

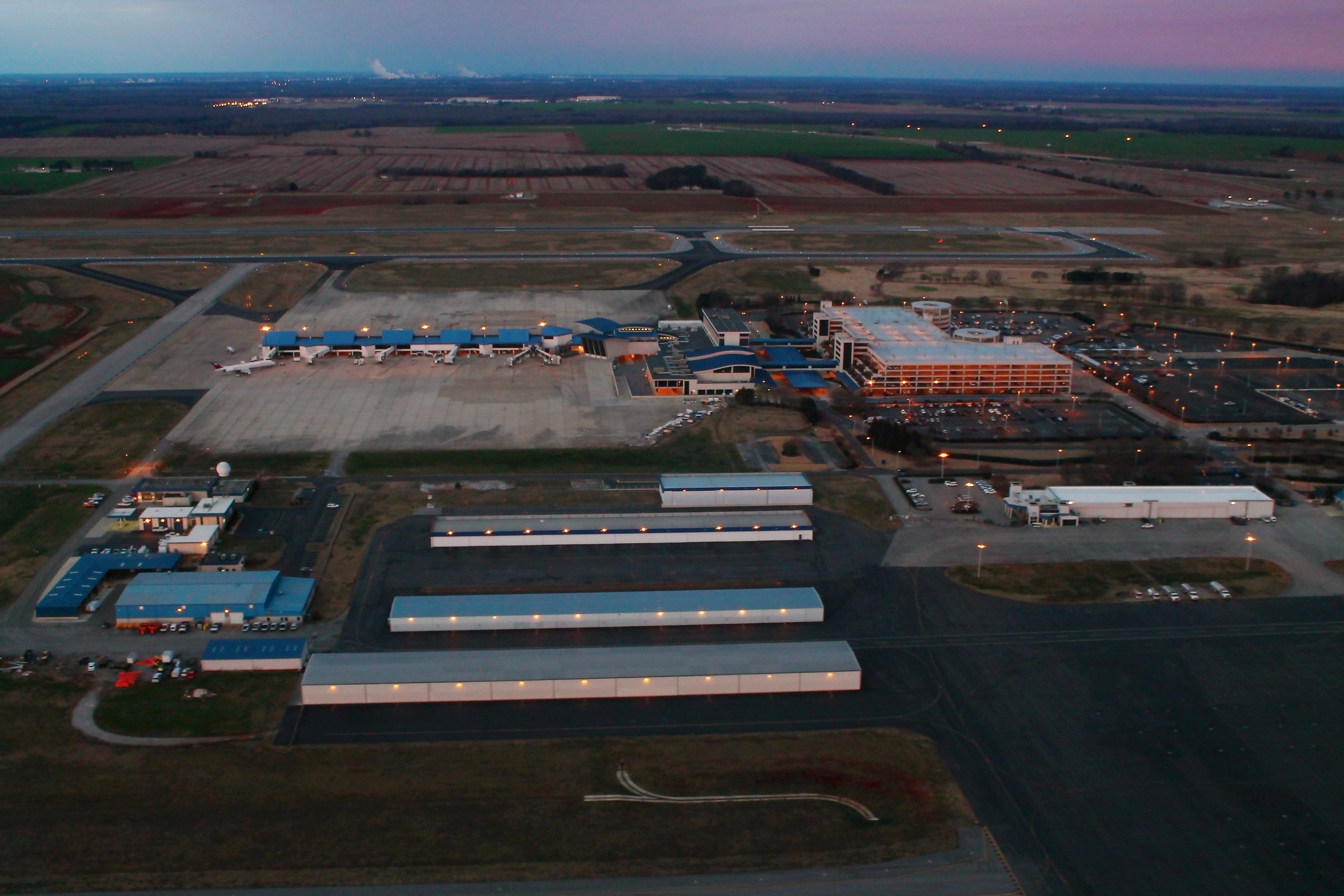
Vista aérea del aeropuerto.

### Tráfico anual
|      | Pasajeros | Cambio respecto al año anterior |
| ---- | --------- | ------------------------------- |
| 2010 | 1,247,475 | 6.5%                            |
| 2011 | 1,263,272 | 1.3%                            |
| 2012 | 1,187,710 | 6.0%                            |
| 2013 | 1,040,278 | 12.4%                           |
| 2014 | 1,075,713 | 3.4%                            |
| 2015 | 1,069,830 | 0.5%                            |
| 2016 | 1,079,028 | 0.9%                            |
| 2017 | 1,063,538 | 1.4%                            |
| 2018 | 1,184,374 | 11.4%                           |
| 2019 | 1,445,365 | 20.9%                           |
| 2020 | 559,420   | 61.3%                           |
| 2021 | 940,830   | 122.8%                          |
| 2022 | 1,201,105 | 27.7%                           |
| 2023 | 1,473,629 | 22.7%                           |
| 2024 | 1,591,139 | 11.1%                           |